# Thomas Watts

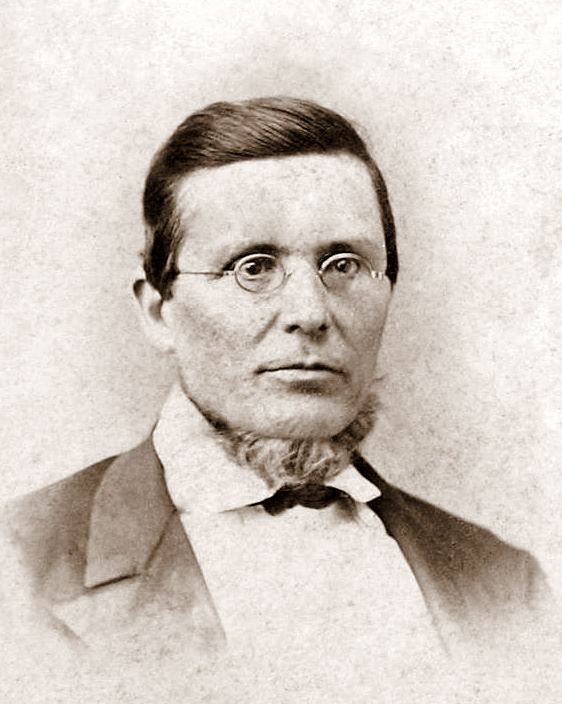
Thomas Watts

Thomas Hill Watts (Butler County (Alabama), 3 januari 1819 - Montgomery (Alabama), 16 september 1892) was tijdens de Amerikaanse Burgeroorlog minister van Justitie van de Geconfedereerde Staten van Amerika en gouverneur van zijn thuisstaat Alabama.
Watts begon zijn loopbaan als advocaat in Montgomery. Hij was voor de Whigs vele jaren lid van het parlement van Alabama. Na de verkiezing in november 1860 van Abraham Lincoln tot president werd Watts voorstander van secessie uit de Unie. Hij werd in 1861 aangesteld als kolonel in het leger van de Confederatie. Voor hij echter aan de strijd kon deelnemen, benoemde de Zuidelijke president Jefferson Davis hem tot minister van Justitie, een functie die hij uitoefende van 17 maart 1862 tot 1 oktober 1863. Toen nam Watts ontslag om gouverneur te worden van Alabama, wat hij bleef tot aan de overgave van het Zuiden in april 1865. Na de oorlog zat hij korte tijd gevangen. Daarna werd hij weer advocaat en een vooraanstaand lid van de plaatselijke Democratische Partij.
- Gemeinsame Normdatei: 1175430862
- International Standard Name Identifier: 0000 0000 3837 6514
- Library of Congress Control Number: n2002079570
- Nationale Bibliotheek van Israël: 987010649565305171
- Nederlandse Thesaurus van Auteursnamen: 072961929
- SNAC: w60c50qx
- Virtual International Authority File: 41203443
- WorldCat: E39PBJqQtDrqywpfDB7MPFcgKd